# Agrypon schizurae
Agrypon schizurae là một loài tò vò trong họ Ichneumonidae.